# Erik Ottesen Rosenkrantz (1519-1575)
 Der er flere personer med dette navn, se Erik Rosenkrantz.
Erik Ottesen Rosenkrantz (født 1519 på Tørning slot i Sønderjylland, død 18. november 1575 på Arreskov på Fyn) var dansk rigsråd og lensherre på Bergenhus fra 1560 til 1568.

## Baggrund
Søn af Otte Holgersen Rosenkrantz og Margrethe von Ganz. Erik Rosenkrantz blev opdraget af sin morfar i Brandenburg, da begge forældre døde af pest i 1525. Som ung gik han i tjeneste hos kurfyrsten af Sachsen og en tid også hos hertugen af Braunschweig-Lüneburg. Gennem sin farmor nedstammede han fra den norske Losna-slægt fra Sogn og arvede slægtens store gods ved arveskiftet efter sin far i 1547. Fra 1547 til 1551 boede han på sine norske ejendomme, især på Nesøya i Asker,  og repræsenterede den norske adel ved kongehyldningen i 1548. 
I 1551 flyttede han fra Nesøya hjem til Danmark, og efter en tid som kongens staldmester, blev han i 1554 hofmarskalk hos hertug Frederik (den senere kong Frederik 2.) I 1557 ble han utnevnt til slotsherre på Varberg i Halland.  I 1558 blev han gift med Helvig Hardenberg (1540-1599). I 1559, lige efter kroningen af Frederik 2., blev han medlem af rigsrådet og lensherre i Bergenhus hovedlen. Han kom til Bergen 21. juli 1560. To af hans brødre sad ligeledes i rigsrådet: Holger Ottesen Rosenkrantz og Jørgen Ottesen Rosenkrantz.  

## Årene i Bergen
Bergenhus hovedlen omfattede Vestlandet mellem Lindesnes og Romsdal, samt Nordnorge fra Helgeland. Som lensherre var Rosenkrantz den øverste civile og militære leder i området. Han blev ofte omtalt som kongens statholder i Norge, og nød i højeste grad kongens tillid.
Hans første møde med Bergen gjaldt en strid med Hansaforbundet om to grunde ved Det tyske Kontor på Bryggen, en strid, der kom til at præge hans skeptiske holdning til "Kontoret". Han forsøgte at styrke det fremvoksende borgerskab i Bergen og påvirkede de forhandlinger, der gik forud for Odenserecessen  af 1560, som sikrede borgerskabets rettigheder til at udrede nordfarerne, og en begrænset ret til selv at sende handelsskibe til Nordnorge. Ligeså begrænsede den Hansaens handelsrettigheder i Bergen og på Vestlandet ellers. På kongens ordre og gennem trusler om brug af magt, tvang Rosenkrantz hanseaterne til at betale grundleje og leding af de grundstykker, de benyttede i Bergen, og nedrive nogle af deres søboder, som lå for tæt op ad Bergenhus fæstning. Som ydre tegn på kongemagtens voksende styrke lod han fuldføre Rosenkrantztårnet med kanoner, der nemt kunne sigtes ind mod Det tyske Kontor. Han benyttede Bergens borgervæbning sammen med et modvilligt bondeopbud til hærtoget mod svenskerne i 1564 efter deres erobring af Trondheim, og til hærtoget mod Akerhus i 1567. 
Rosenkrantz' tid som lensherre blev præget af Den Nordiske Syvårskrig. I 1564 besatte en svensk styrke Trøndelag. Rosenkrantz samlede på eget initiativ og med trusler om dødsstraf for dem, som udeblev, en styrke på ca. 4000 bønder fra Nordhordland og Sunnhordland. Med denne styrke sejlede han nordpå i april 1564. Den 22. maj indtog han Steinvikholm Slot, hvor en svensk styrke havde forskanset sig. I 1567 samlede han bønder fra Vestlandet for at komme Akershus fæstning til undsætning, da den var truet af svenskerne. Blandt bønderne var modstanden mod at gøre krigstjeneste stor, og i 1568 sendte kongen en undersøgelseskommission til Bergen for at høre bøndernes klager. Kommissionens konklusion kendes ikke, men kort tid efter søgte Rosenkrantz sin afsked og fik den bevilget. Den 31. august 1568 forlod han Bergen. Resten af livet boede han på Arreskov på Fyn. Han var stiftslensmand i Odense fra 1568 til 1572 og igen i 1575.
Det faldt også på Rosenkrantz at arrestere jarlen af Bothwell, da han flygtede til Norge i 1567, og føre ham til København efter anklage fra den norske adelsdame Anna Throndsen Rustung (kendt som "skottefruen"), Erik Rosenkrantz' kusine, som havde været hofdame hos Maria Stuart og forlovet med Bothwell, før han giftede sig med dronningen. 

## Byggevirksomhed
Foruden de militære indsatser i krigen mod Sverige videreførte Rosenkrantz de tiltag, som var igangsat af forgængeren, Christoffer Valkendorf, for begrænse Hansestædernes magt i Bergen. Han var ansvarlig for udbedringen af forsvarsværkerne på Bergenhus fæstning, hvor han fik færdigbygget Rosenkrantztårnet, et vigtigt landemærke i byen i dag. Året efter bybranden i 1561 lod han bygge en privatbolig for sig i Bergen, i dag kendt som "Muren". I dag holder Bergens buekorpsmuseum til i bygningen,  der tidligere var kendt som den Rosenkrantzke Muur. Bygningen, "en grundmuret Vaaning",  blev delvis rejst af stene fra ruinerne af Munkeliv kloster. Bygherrens våbenmærke ses på en klæberstensplade i nordvæggen. Muren blev brandskadet 1625, 1640 og 1643, utbedret ved offentlige midler 1651–52 for at tages i brug af et vagtkompagni. Brønden under hvælvingen blev eksproprieret af Bergen kommune, der dækkede den til, så man i stedet fik en offentlig passage. Trappehuset mod vest er revet, så kørsel kunne lægges udenom hvælvingen. 
Den bydel i Bergen, der i dag kaldes Sandviken, var opprindeligt én ejendom, som strakte sig fra Mulelven (= Mølleåen) ud til Lønborg. Den blev udskilt fra Bergen af Erik Rosenkrantz i 1561 ved et mageskifte, hvorved Rosenkrantz' ejendom i byen, "Muren", blev lagt ud til allmenning (dvs "offentlig vej" - den nuværende Østre Murallmenning i Bergen, tidligere kaldet "Rosenkrantz' Alminding"). Rosenkrantz boede på ejendommen Sandviken om somrene, og fast i årene 1565–1567, hvor der var en pestepidemi i byen. Hovedhuset, som Rosenkrantz lod opføre i Sandviken, blev senere benyttet som tingsted, som det er dokumenteret efter 1640. Dele af denne bygning blev stående frem til 1972. Rådmand og borgmester i Bergen, Rasmus Lauritz Stud, købte Sandviken af Rosenkrantz' arvinger i 1629. 
Afskrifter af Erik Rosenkrantz' grundbreve ved køb af ejendomme i Bergen findes bevaret hos Bergens universitetsbibliotek. 

## Efterkommere
Med sin hustru, Helvig Hardenberg, fik han fem børn, alle født i Bergen:
- Sofie (1560-1593)
- Otto (1562-1562)
- en søn, der døde spæd
- Anna (1565-1618)
- Jacob (1567-1616)